# Arnold Smit

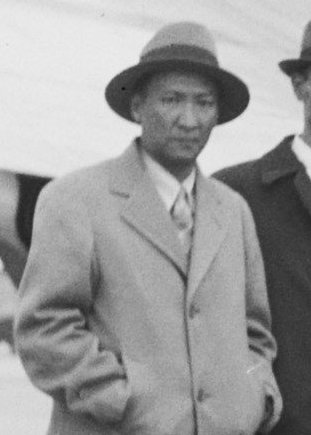
A.L.R. Smit (1946)

Arnold Ludwig Richenel Smit (Paramaribo, 3 juli 1903 – 18 juni 1990) was een Surinaams politicus.
Hij werd geboren als zoon van Jacob Johannes Smit en Margaretha Petronella Wilebrordt. Hij ging naar de Hendrikschool en vertrok in 1920 naar Nederland voor verdere studie. Hij ging toen in Rotterdam naar de hbs en kreeg in 1921 een studiebeurs van het Surinaamse gouvernement om zich te laten opleiden tot bouwkundig opzichter. Hij onderbrak zijn opleinding aan de hbs om in Zwolle te gaan studeren bij de 'Eerste Technische School van de Bouwkunde'. Na behaling van onder andere het diploma 'Bouwkunde' deed hij bijna een jaar praktijkervaring op bij Gemeentewerken in Den Haag. In 1925 keerde Smit terug naar Suriname waar hij ging werken als technisch ambtenaar 2e klasse. Hij zou het brengen tot sectiehoofd bij het Departement van Openbare Werken en Verkeer. Daarnaast was hij van 1945 tot 1948 lid van de Staten van Suriname en nam in die periode drie maanden waar als Statenvoorzitter. Eind 1949 werd Smit lid van de Nationale Partij Suriname (NPS) en later was hij ook bestuurslid van die partij. Bij de Statenverkiezingen van 1951 behaalde de NPS 13 van de 21 zetels en waarna hij de landsminister van Openbare Werken en Verkeer werd. In 1954 weigerde hij bij de begrotingsbehandeling in te gaan op vragen van het Statenlid en zijn partijgenoot Just Rens. Daarop werd met succes een motie van wantrouwen tegen hem ingediend waarna hij opstapte. Hij was daarna nog actief als commissaris van de Surinaamse Waterleiding en tot 1961 was hij lid van de Nederlandse afdeling van de Caraïbische Commissie.
In de jaren 20 was hij getrouwd met de in Rotterdam geboren Pieternella Gijsbertha Weber, roepnaam Nelly. Aan het eind van zijn leven woonde hij samen met zijn echtgenote in Nederland. Nog geen twee maanden nadat zij stierf, overleed Smit op 87-jarige leeftijd.